# ヴァレリー・サブリン
ヴァレリー・ミハイロビッチ・サブリン（ロシア語: Вале́рий Миха́йлович Са́блин、ラテン文字表記の例：Valerij Michajlovič Sablin、1939年1月1日 - 1976年8月3日）は、ソビエト連邦の海軍将校、革命家。
ブレジネフ体制下での腐敗と停滞に幻滅し、レーニン主義革命を起こすべく1975年11月のストロジェヴォイ号の叛乱を指揮した。彼の起こした反乱は鎮圧され、反逆罪によって処刑された。

## 生涯

### 生い立ちと艦隊勤務
1939年、海軍士官の息子としてレニングラードで生まれた。1960年に同市のフルンゼ海軍学校を卒業し、ソ連海軍北方艦隊に配属された。在学中彼はコムソモールに所属し、また1959年にはソ連共産党に入党している。駆逐艦の砲塔長補佐を務めた後、砲撃管制官として新型駆逐艦のスヴェズドゥシチに配属された。彼はこの任の最中、司令官から何度も表彰を受けるような優秀な士官だった。同時期に、彼は当時のソ連邦書記長ニキータ・フルシチョフに体制批判ともとれる書簡を送っている。
1963年から1965年にかけては黒海艦隊で勤務したが、その後は再び北方艦隊での軍務に戻っている。1969年、哨戒艦の司令官補佐を務めていた彼はレーニン記念軍事・政治アカデミーに入学した。1973年に同アカデミーを優秀な成績で卒業すると彼は中佐に昇格、駆逐艦ストロジェヴォイに副長として配属される。

### 反乱と鎮圧
彼はかねてからソ連の政治状況に不満を抱いていた。平等が保証されているはずの国家は幻想にすぎず、彼はそのことを何度も党の首脳部に訴えかけた。しかし誰も耳を貸すことはしなかった。その結果、彼は革命という一つの結論に至る。彼は反乱を計画し、2年間の勤務で船内に同志を獲得していった。
1975年11月8日、彼はついに反乱を起こす。午後7時ごろ、銃で武装した仲間と共に艦長のアナトリー・ポトゥルニー大佐を拘束すると、彼は船内の兵に向けて自身の趣旨を説明した。特に、ソ連指導部はレーニン主義の原則から逸脱し、官僚主義と私利私欲のための権力の乱用が横行していると断じた。

サブリンは、クロンシュタットに船を無許可で移動させ、そこを独立した領土と宣言し、党と国の指導者が中央テレビで自分の意見を述べることを許可するよう、乗組員に代わって要求すると申し出た。このような考え方が、所属政党とどう結びつくのかという質問には、「離党したので、自分とは関係ないと思っている」と答えた。艦長はどこにいるのかと尋ねると、艦長は自分の船室で、自分の提案を考えているところだと......
—ストロジェヴォイ号反乱についての報告書

しかし彼の反乱は数日で鎮圧されることになる。ストロジェヴォイはリガ湾を航行中に攻撃に遭い、航行不能に陥って彼も逮捕された。逮捕の後、軍法会議で国家反逆罪を言い渡された彼は1976年8月3日に処刑され、また反乱の副司令官も処罰を受けた。

歴史は出来事を正直に判断するものであり、あなたは決してお父さんのしたことを恥じる必要はないのだという事実を信じてください。批判はしても、それを実行に移さないような人たちには、決してならないでください。そういう人は偽善者です。自分の信念と行動を一致させる力を持たない、弱くて価値のない人なのです。私は、あなたに勇気を与えます。人生は素晴らしいという信念を強く持ってください。そして、革命は必ず勝つと信じて、前向きに生きてください。
—ヴァレリー・サブリン、処刑前に息子へ宛てた最後の手紙より

### 西側諸国における注目と名誉回復
サブリンの反乱について、当時のソ連政府は一切公式発表を行わなかった。そのため様々な臆測が西側諸国で飛び交い、亡命を企図した反乱だったと捉えられた。なお、トム・クランシーはこの説に影響を受け、『レッド・オクトーバーを追え』を執筆している。またサブリン自身はソ連崩壊後の1994年に当時の判決が見直され、名誉回復をされている。